# Ernst Prost Stiftung
Die Ernst Prost Stiftung ist eine deutsche karitativ tätige Stiftung mit Sitz in Leipheim im Landkreis Günzburg. Schirmherrin der Stiftung ist die CDU-Politikerin Annette Schavan.

## Rechtsform und Stiftungszweck
Die Ernst Prost Stiftung wurde am 20. Dezember 2010 von Ernst Prost, dem Geschäftsführer des Ulmer Unternehmens Liqui Moly, errichtet. Sie hat die Rechtsform einer allgemeinen (d. h. nicht kommunalen oder kirchlichen) Stiftung des bürgerlichen Rechts.
Zweck der Stiftung ist laut dem Stiftungsverzeichnis des Freistaats Bayern „die Förderung von sozial-karitativen Zwecken, die Unterstützung für unverschuldet in Not geratene Menschen, die Förderung des öffentlichen Gesundheitswesens, der Jugend- und Altenhilfe,  der Erziehung, der Volks- und Berufsbildung, des Wohlfahrtswesens sowie der Hilfe für Verfolgte, Zivilbeschädigte und Behinderte sowie für Opfer von Straftaten, der Verbraucherberatung und des Verbraucherschutzes sowie der Kriminalprävention“.

## Vorstand und Stiftungsvermögen
Vorsitzender der Stiftung ist der Stiftungsgeber Ernst Prost. Weitere gesetzliche Vertreter der Einrichtung sind seine ehemalige Lebensgefährtin Kerstin Thiele und sein Sohn Benjamin Orschulik.
Anfangs stattete Prost die Stiftung aus seinem Privatvermögen mit einem Grundstockvermögen von 500.000 Euro aus. Nach dem Verkauf seiner Anteile an der Firma Liqui Moly im Februar 2018 spendete er weitere 3 Millionen an die Stiftung.

## Sonstiges
Die Stiftung konnte drei prominente Sportler als „Botschafter“ gewinnen, die mit Benefiz-Aktionen wie beispielsweise Trikot-Versteigerungen die Stiftung finanziell unterstützen und ihren Bekanntheitsgrad steigern. Dies sind der ehemalige Berufsboxer Axel Schulz, der Eishockey-Nationalspieler Marcel Noebels und vorübergehend auch der ehemalige Ulmer Basketball-Profi Tim Ohlbrecht.
Im Jahr 2015 gründete Prost als weiteres gemeinnütziges Projekt die „Ernst Prost Foundation for Africa“, die überwiegend in Afrika ebenfalls mildtätige und sozial-karitative Zwecke verfolgt. Auch diese Stiftung erhielt zu Beginn ein Grundstockvermögen in Höhe von 500.000 Euro und wurde im Februar 2018 von ihm mit einer Spende von einer Million Euro bedacht.